# Медівник мануський

Прапор провінції Манус

Медівни́к мануський (Philemon albitorques) — вид горобцеподібних птахів родини медолюбових (Meliphagidae). Ендемік Папуа Нової Гвінеї.

## Поширення і екологія
Мануські медівники є ендеміками острова Манус. Вони живуть у вологих рівнинних тропічних лісах і парках.

## В культурі
Мануські медівники широко представлені в народній культурі жителів острова Манус. Вважається, що ці птахи своїм гучним голосом попереджують людей про змій, що ховаються на деревах, а також повідомляють про народження дитини. Також мануський медівник зображений на прапорі провінції Манус.